# Pažní kost

kostra končetin: žlutě - pažní kost

Pažní kost (lat. humerus) je dlouhá kost hrudní končetiny čtyřnožců včetně horní končetiny člověka. Je to proximálně uložená kost volné končetiny a podklad paže, tedy krajiny mezi ramenem a předloktím. Má trubicovité tělo a dva konce, kterými se kloubí s lopatkou na jedné straně a s kostí vřetenní a loketní.

## Stavba
Pažní kost svou stavbou odpovídá obecnému schématu stavby dlouhých kostí. Tělo kosti, tedy diafýza, má protáhlý, válcovitý tvar, konce kosti, epifýzy, jsou naopak rozšířené. Na povrchu kosti jsou struktury, díky kterým se kost kloubí a na které se upínají svaly.
Povrchová vrstva je tvořena kompaktní kostní tkání, zbytek hmoty kosti je tvořen trámci spongiózní kosti. Uvnitř kosti se pak nachází dřeňová dutina.

## Popis
Na pažní kosti rozeznáváme tři hlavní úseky: horní, tedy proximální konec, tělo a dolní, distální konec kosti.

### Proximální konec
Proximální konec kosti je opatřen hlavicí (caput humeri), která nese přibližně kulovitou kloubní plochu (1/3 - 2/5 povrchu koule). Hlavice zapadá do kloubní jamky (cavitas glenoidalis) lopatky a tvoří kulovitý kloub. Hlavice je od těla oddělena šikmou rýhou, tzv. anatomickým krčkem a v její těsné blízkosti se nachází výrazný velký a malý hrbolek, tuberculum majus et minus, na které se upínají svaly lopatky. Mezi hrbolky je žlábek, sulcus intertubercularis, kterým klouže odstupová šlacha dvojhlavého svalu.
U člověka se horní konec humeru pod hlavicí zužuje v tzv. chirurgický krček, collum chirurgicum, který odděluje proximální konec kosti od těla. V tomto místě je dřeňová dutina nejprostornější a vrstva kompaktní kosti nejtenčí, proto je toto místo predisponováno ke zlomeninám.

### Tělo pažní kosti
Tělo pažní kosti je nepravidelně trojboké, z proximálního konce na něj přechází kostěné hrany (crista tuberculi majoris et minoris), které jsou pokračováním hrbolků. Na ně se upínají svaly. Přibližně v polovině délky těla z cristy majoris vystupuje nápadná drsnatina, tuberositas deltoidea, na kterou se upíná deltový sval. Po zadní ploše kosti se táhne žlábek, kudy probíhá vřetenní nerv.

### Distální konec
Tělo plynule přechází v distální konec, který se příčně rozšiřuje ve válcovitý condylus humeri, který má dvě části – vnitřní kladku (trochlea humeri), která nese kloubní plochu pro spojení s loketní kosti, a zevně kulovitou hlavičku (capitulum humeri), která se spojuje s kostí vřetenní. Nad kladkou je na přední straně kosti mělká jamka fossa radialis, na zadní straně pak hluboká a prostorná loketní jáma, fossa olecrani, do které při pohybu v kloubu zapadá okovec (neboli olecranon) loketní kosti.
Nad kladkou kost na zevním i vnitřním okraji vybíhá v epicondylus lateralis a epicondylus medialis, na které se upínají natahovače a ohybače prstů.

## Úpony svalů
U člověka se na pažní kost upínají nebo z ní odstupují tyto kosterní svaly:
| Sval                           | Jeho úpon nebo začátek na pažní kosti            |

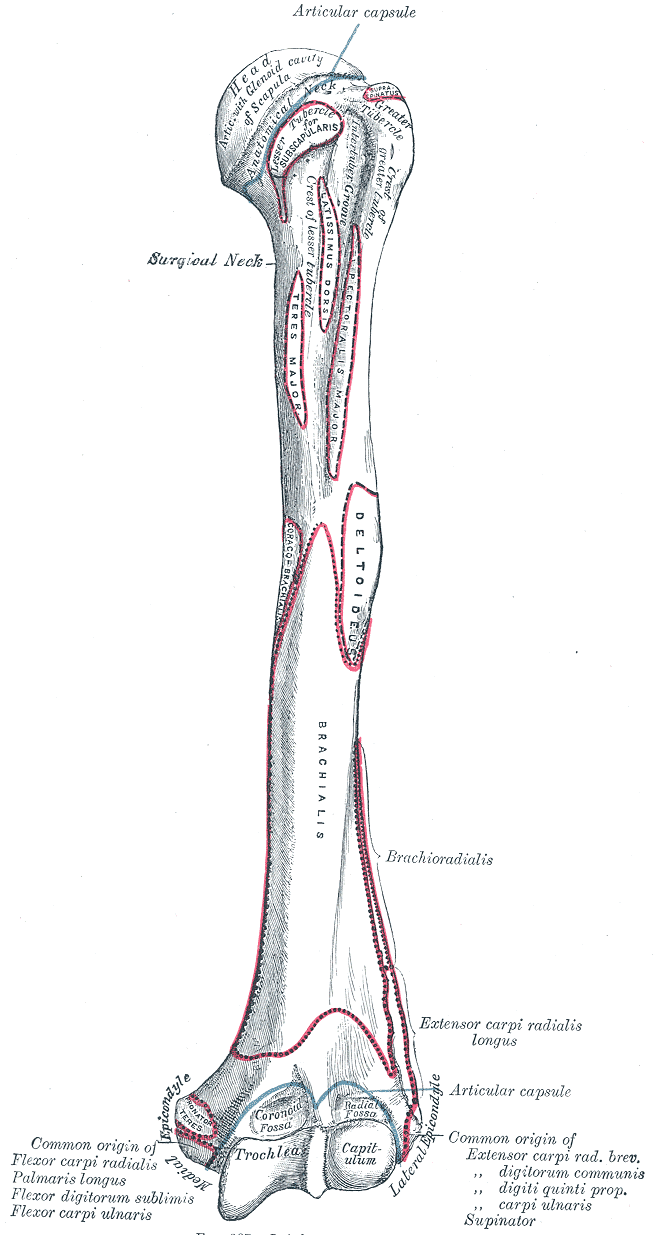
úpony svalů na kost pažní - pohled zepředu

| krátký zevní natahovač zápěstí | laterální epikondylus                            |
| vnitřní natahovač zápěstí      | laterální epikondylus                            |
| natahovač malíku               | laterální epikondylus                            |
| natahovač prstů                | laterální epikondylus                            |
| supinující sval                | laterální epikondylus                            |
| loketní sval                   | laterální epikondylus                            |
| dlouhý zevní natahovač zápěstí | laterální epikondylus                            |
| zevní ohýbač zápěstí           | mediální epikondylus                             |
| vnitřní ohýbač zápěstí         | mediální epikondylus                             |
| povrchový ohýbač prstů         | mediální epikondylus                             |
| dlouhý sval dlaňový            | mediální epikondylus                             |
| pronující sval oblý            | mediální epikondylus                             |
| široký sval zádový             | sulcus intertubercularis                         |
| velký prsní sval               | crista tuberculi majoris                         |
| velký sval oblý                | crista tuberculi minoris                         |
| podhřebenový sval              | tuberculum majus                                 |
| nadhřebenový sval              | tuberculum majus                                 |
| malý sval oblý                 | tuberculum majus                                 |
| podlopatkový sval              | tuberculum minus                                 |
| vřetenní sval                  | zevní hrana pažní kosti (margo lateralis humeri) |
| vnitřní sval pažní             | tělo pažní kosti                                 |
| deltový sval                   | tuberositas deltoidea                            |

## Pažní kost u obratlovců

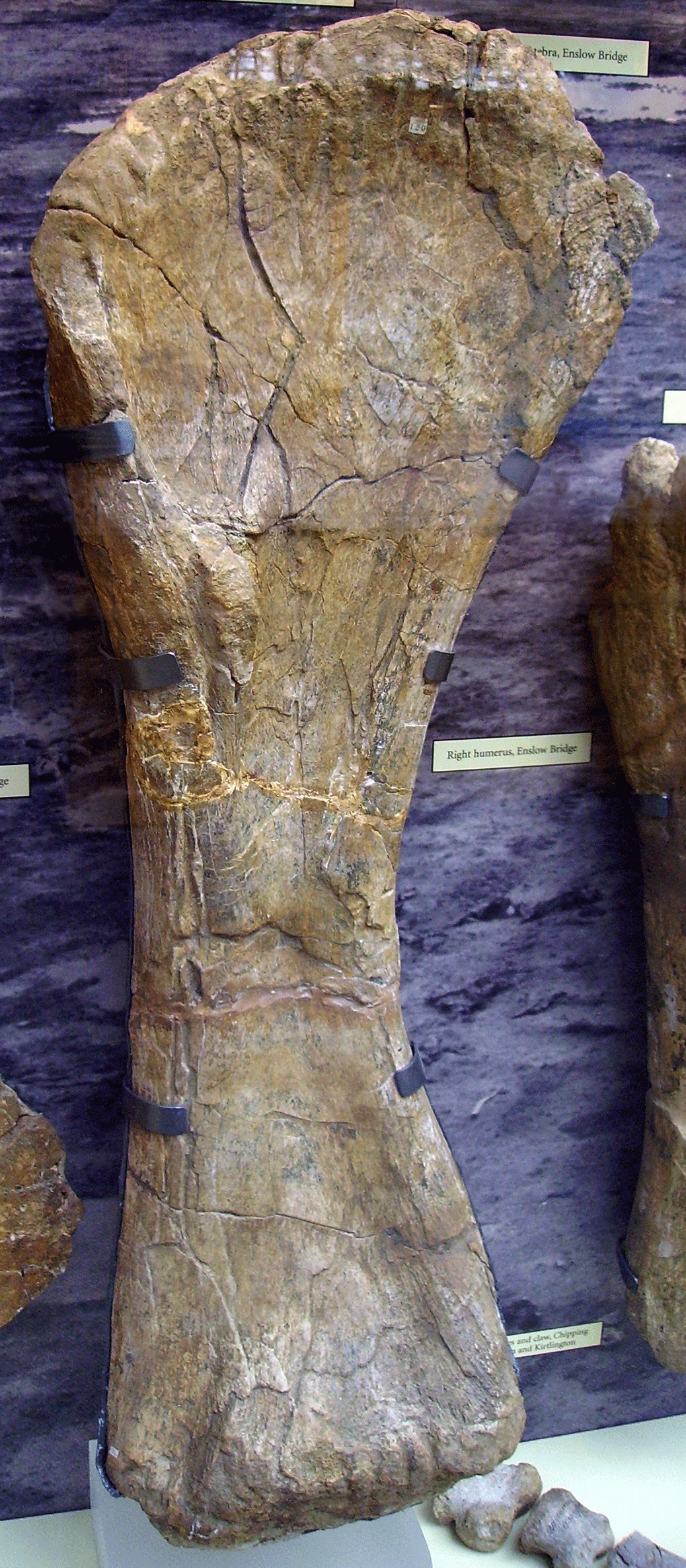
pažní kost Cetiosaura

Pažní kost se objevuje už u prvních čtyřnožců, jako je Eryops, obojživelník, který žil před 295 miliony let. U prvních čtyřnožců byl humerus zdaleka nejmasivnější kostí přední končetiny.
I u recentních druhů je pažní kost největší kostí hrudních končetin. U ptáků je pažní kost nejmohutnější částí kostry křídla a nese kostní hřebeny, které usnadňují úpon svalstva. Zvláště vyvinutá je pažní kost u velkých čtyřnohých savců, kde hrudní končetiny nesou většinu váhy těla. Pažní kost je mohutná a její tělo je stočené do podoby písmene S.

## Osifikace

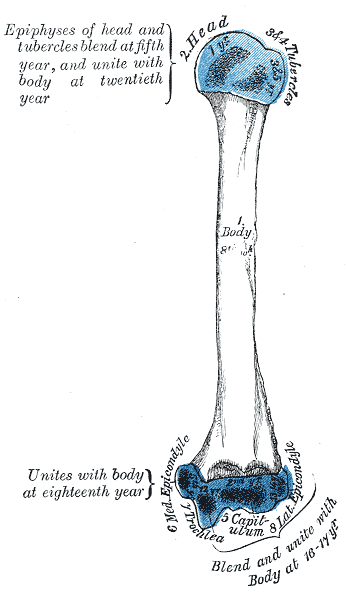
průběh osifikace pažní kosti

Pažní kost během embryonálního vývoje vzniká z chrupavčitého základu, který postupně kostnatí ze šesti osifikačních bodů. Tělo osifikuje už během intrauterinního vývoje, epifýzy a zvláště pak tuberculum majus a epikondyly osifikují až po narození. Tohoto faktu se využívá při zjišťování stáří koster – v pěti letech po narození dojde ke spojení hlavice a velkého a malého hrbolku, ty se pak okolo dvanáctého roku připojí k tělu kosti. Asi kolem 17 let dojde k úplné osifikaci kladky, hlavičky a laterálního epikondylu, kteréžto se spojí s tělem, a naposledy, okolo 18. roku, je dokončeno kostnatění mediálního epikondylu.

## Galerie obrázků

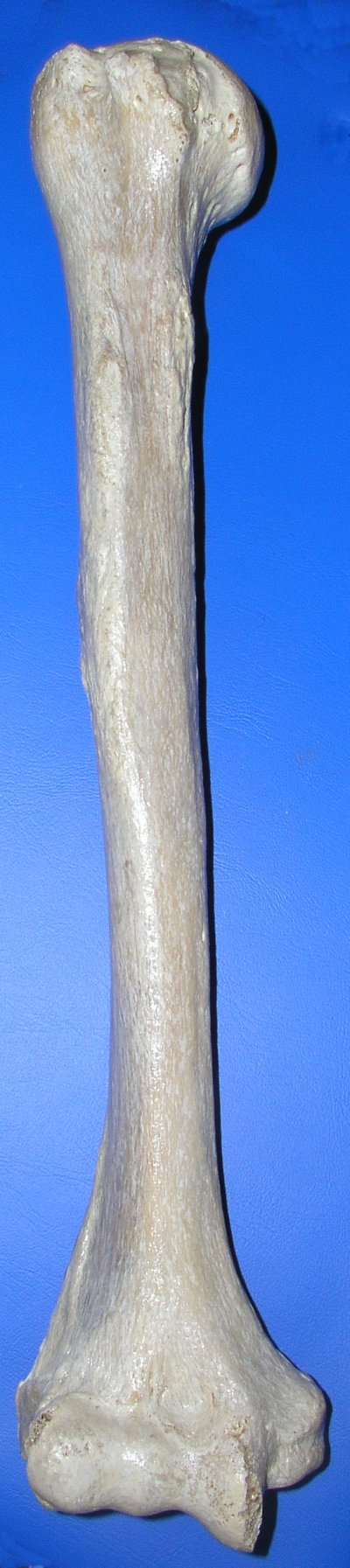
pravá pažní kost člověka - pohled zepředu
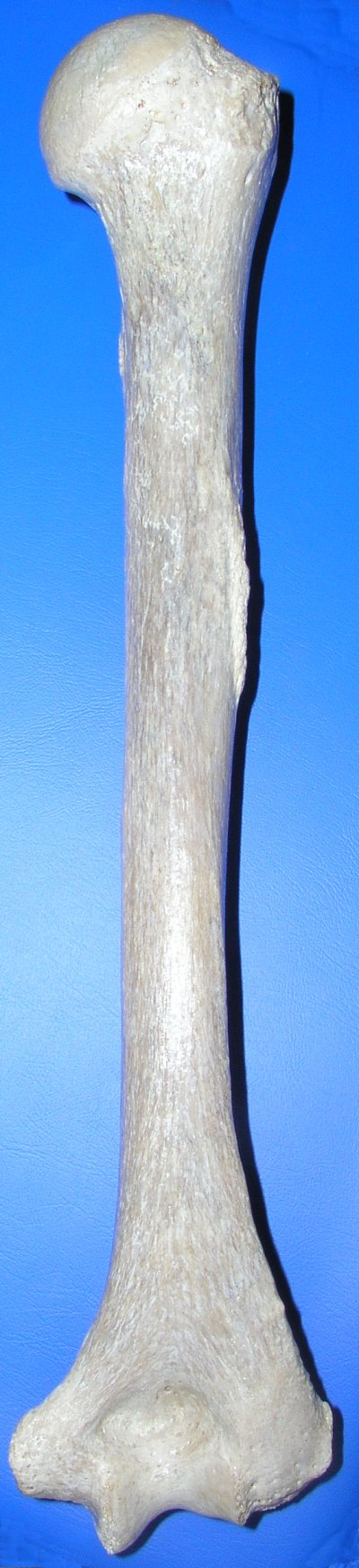
pravá pažní kost člověka - pohled zezadu
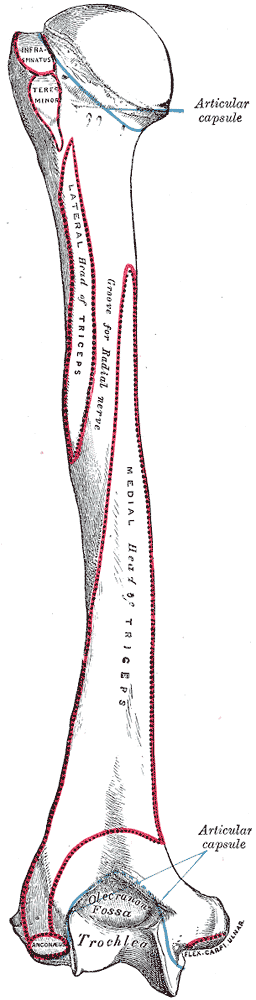
Úpony svalů na zadní plochu pažní kosti